# Luanna Alzuguir
Luanna Alzuguir (São Paulo, 16 de agosto de 1985) é uma lutadora de finalização brasileira, faixa preta, praticante e treinadora de jiu-jitsu brasileiro. Luanna Alzuguir é 5x campeã mundial de jiu-jitsu, campeã mundial de finalização do ADCC e integrante do hall da fama da IBJJF, é conhecida como uma das principais figuras da história do jiu-jitsu feminino.

## Biografia
Luanna Alzuguir Marton Moraes nasceu em 16 de agosto de 1990, na cidade de São Paulo, e começou a treinar jiu-jitsu quando tinha 9 anos de idade. Competiu pela primeira vez em 1994 e recebeu a faixa preta em 2007.

## Jiu-Jitsu
Principais Conquistas (Faixa Preta):
- Atleta do Hall da Fama da IBJJF[3]
- Atleta nº 1 classificado pela IBJJF (2013)[4]

| Campeonato Mundial ADCC             |      |                                   |           |       |
| Medalha                             | Ano  | Local                             | Categoria | Ref   |
| Medalha de ouro                     | 2009 | Barcelona, Espanha                | -60kg     | [ 4 ] |
| Medalha de bronze                   | 2011 | Nottingham, Inglaterra            | -60kg     |       |
| Medalha de prata                    | 2013 | Beijing, China                    | -60kg     | [ 5 ] |
| Campeonato Mundial de Jiu-Jitsu     |      |                                   |           |       |
| Medalha                             | Ano  | Local                             | Categoria | Ref   |
| Medalha de prata                    | 2008 | Califórnia, Estados Unidos        | -66 kg    |       |
| Medalha de ouro                     | 2009 | Califórnia, Estados Unidos        | -66 kg    | [ 4 ] |
| Medalha de prata                    | 2010 | Califórnia, Estados Unidos        | -66 kg    |       |
| Medalha de ouro                     | 2010 | Califórnia, Estados Unidos        | Absolute  | [ 4 ] |
| Medalha de ouro                     | 2011 | Califórnia, Estados Unidos        | -66 kg    | [ 4 ] |
| Medalha de bronze                   | 2011 | Califórnia, Estados Unidos        | Absolute  |       |
| Medalha de ouro                     | 2012 | Califórnia, Estados Unidos        | -66 kg    | [ 4 ] |
| Medalha de ouro                     | 2013 | Califórnia, Estados Unidos        | -66 kg    | [ 4 ] |
| Campeonato Mundial No-Gi            |      |                                   |           |       |
| Medalha                             | Ano  | Local                             | Categoria | Ref   |
| Medalha de ouro                     | 2018 | Califórnia, Estados Unidos        | -71.5 kg  | [ 4 ] |
| Campeonato Pan-Americano            |      |                                   |           |       |
| Medalha                             | Ano  | Local                             | Categoria | Ref   |
| Medalha de ouro                     | 2010 | Califórnia, Estados Unidos        | -66 kg    | [ 4 ] |
| Medalha de prata                    | 2010 | Califórnia, Estados Unidos        | Absolute  |       |
| Medalha de ouro                     | 2011 | Califórnia, Estados Unidos        | -66 kg    | [ 4 ] |
| Medalha de ouro                     | 2011 | Califórnia, Estados Unidos        | Absolute  | [ 4 ] |
| Medalha de ouro                     | 2012 | São Paulo, Brasil                 | -66 kg    | [ 4 ] |
| Campeonato Brasileiro de Jiu-Jitsu  |      |                                   |           |       |
| Medalha                             | Ano  | Local                             | Categoria | Ref   |
| Medalha de ouro                     | 2009 | Rio de Janeiro, Brasil            | +64kg     | [ 4 ] |
| Medalha de ouro                     | 2010 | Rio de Janeiro, Brasil            | +69kg     |       |
| Medalha de ouro                     | 2013 | Rio de Janeiro, Brasil            | Absolute  | [ 4 ] |
| Medalha de ouro                     | 2013 | Rio de Janeiro, Brasil            | +69kg     | [ 4 ] |
| Campeonato Mundial Pro de Abu Dhabi |      |                                   |           |       |
| Medalha                             | Ano  | Local                             | Categoria | Ref   |
| Medalha de ouro                     | 2010 | Abu Dhabi, Emirados Árabes Unidos | -65kg     | [ 4 ] |
| Medalha de ouro                     | 2011 | Abu Dhabi, Emirados Árabes Unidos | -65kg     | [ 4 ] |
| Medalha de ouro                     | 2012 | Abu Dhabi, Emirados Árabes Unidos |           | [ 4 ] |
| Campeonato Aberto da Europa         |      |                                   |           |       |
| Medalha                             | Ano  | Local                             | Categoria | Ref   |
| Medalha de ouro                     | 2011 | Portugal                          |           | [ 4 ] |
| Medalha de ouro                     | 2013 | Portugal                          | Absolute  | [ 4 ] |
| Medalha de ouro                     | 2013 | Portugal                          | +69kg     | [ 4 ] |
| Medalha de ouro                     | 2014 | Portugal                          | Absolute  | [ 4 ] |
| Medalha de ouro                     | 2014 | Portugal                          | +69kg     | [ 4 ] |
| Mundial da CBJJE                    |      |                                   |           |       |
| Medalha                             | Ano  | Local                             | Categoria | Ref   |
| Medalha de ouro                     | 2007 |                                   | Absolute  | [ 4 ] |
| Medalha de ouro                     | 2007 |                                   | +69kg     |       |

## Vida pessoal
Luanna Alzuguir é casada com a pentacampeã mundial da IBJJF Ana Carolina Vieira.